# Гора, Пётр Евстафьевич
Пётр Евстафьевич Гора (1922—2002) — полковник МВД СССР, участник Великой Отечественной войны, Герой Советского Союза (1943).

## Биография
Родился 28 декабря 1922 года в деревне Светиловка (ныне — Белогорский район Амурской области) в крестьянской семье.
Окончил семь классов неполной средней школы, после чего работал шофёром машинно-тракторной станции.
В июле 1941 года Гора был призван на службу Куйбышевским районным военным комиссариатом Хабаровского района в Рабоче-крестьянскую Красную Армию. С 1 августа 1942 года — на фронтах Великой Отечественной войны в составе 248-й отдельной стрелковой курсантской бригады (ОСКБ).
Приказом по 248-й ОСКБ № 04/н от 4 марта 1943 года помощник командира взвода 3-го стрелкового батальона сержант Гора награждён медалью «За отвагу» за то, что при наступлении на ст. Курс, увлекая за собой бойцов батальона, из личного оружия уничтожил 10 солдат противника.
К сентябрю 1943 года старший сержант Пётр Гора был помощником командира взвода 248-й курсантской стрелковой бригады 60-й армии Центрального фронта. Отличился во время битвы за Днепр.
24 сентября 1943 года Гора с группой бойцов одним из первых переправился через Днепр в районе села Толокунь Вышгородского района Киевской области Украинской ССР и захватил вражескую траншею. Когда из строя выбыл командир взвода, Гора заменил его собой и отразил несколько вражеских контратак. В рукопашной схватке он лично уничтожил более 10 солдат и офицеров противника. В бою получил ранение, но поля боя не покинул.
Указом Президиума Верховного Совета СССР от 17 октября 1943 года за «мужество и героизм, проявленные при форсировании Днепра и удержании плацдарма на его правом берегу» старший сержант Пётр Гора был удостоен высокого звания Героя Советского Союза с вручением ордена Ленина и медали «Золотая Звезда» за номером 2062.
В 1945 году Гора окончил Харьковское военно-политическое училище Красной Армии. В 1946 году он был уволен в запас. Работал в органах МВД СССР в Свердловске. В 1954 году окончил Свердловский юридический институт.
В звании полковника был уволен из органов МВД СССР. Проживал в Екатеринбурге, умер 11 мая 2002 года, похоронен на Широкореченском кладбище.
Был также награждён орденами Отечественной войны 1-й степени (1985) и «За службу Родине в ВС СССР» 3-й степени, а также рядом медалей.